# 吳菊芳
吳菊芳（1911年9月10日—1999年12月10日），安徽茂林人。祖父吳朝昌曾任雲南知縣，並出使越南，生六男二女，四子吳洪敬生有一女，即吳菊芳:37-9年幼時在北京生活，後回宜昌唸書。21歲和李漢魂結婚，並遷居廣州。戰時創辦廣東兒童教養院，拯救戰時難童。1939年至1945年，廣東兒童教養院拯救了數萬名戰火中的難童，吳菊芳被學童尊稱為「院長媽媽」。1947年，吳菊芳隨李漢魂出國，在美國紐約定居。1999年，吳菊芳在美國紐約逝世。

## 早年經歷
吳菊芳一歲時，母親去世，她隨父親到北京生活，北洋軍閥倒台後，再隨父親和後母回老家。吳菊芳是獨生女，但家中重男輕女，吳菊芳只有當父親不在家的時候才能上學。17歲念完小學後，考進宜昌女子中學。後被父親知道擔任學校戲劇主角，被迫留在家中，後來轉去一所教會中學:48-50。初中時，吳菊芳開始接受現代教育，了解當時的社會情況，並參加學生運動——和同學抗議日軍侵佔東三省及上街宣傳抵制日貨。
吳菊芳18歲時，認識了當時四軍軍官李漢魂。1932年，李漢魂與吳菊芳在廣東韶關結婚。1935年，吳菊芳隨李漢魂遷到廣州，並得到李漢魂的支持，入讀廣州中山大學，成為農學院第一屆八名女生之一:52。

## 中年經歷
抗戰期間，吳菊芳積極參與廣東省新生活運動促進會婦女工作委員會，建立婦女生產團。1938年10月廣州淪陷，李漢魂將軍被任命為廣東省政府主席，韶關被定為臨時省會。吳菊芳亦擔任了中央賑濟委員會委員及廣東省新運婦委會主任委員。同年吳菊芳到香港募捐籌款，並購買戰時所需的藥物、棉衣及一些戰時用品:241-8。1939年初，吳菊芳離港赴汕頭，會合李漢魂將軍後，開始承擔廣東省政府主席夫人的工作。
吳菊芳非常注重婦女和兒童工作，認為婦孺是一體的。1939年，她到處奔走，請求支援婦女和兒童工作，並前往重慶，向行政院長兼財政部長孔祥熙、中央賑濟委員會委員長許世英陳述了關於舉辦廣東兒教事業的方案，說明兒教事業不應當僅僅是權宜應急之計，而應該是持久性的國家政策:249-252。此行吳菊芳成功取得十萬元的賑濟款項，拯救戰時難童的工作，終於全面開展起來。
吳菊芳組織了十多個戰時兒童搶救隊，深入淪陷區，搶救出因戰爭無家可歸及生存困難的難童兩萬多人，並將他們送到戰時省會韶關:38-40。1939年8月14日在韶關中山公園，舉行了廣東兒童教養院成立典禮，吳菊芳擔任院長。她非常注重難童教育，聘請了中山大學教授崔載陽出任顧問，設計和制訂一套兒教院的教材、制度和教法。此外，廣東兒童教養院以「家、校、場、營」策略，實現抗戰教育的「管、教、養、衛」四大需要，並為難童提供不同的教育渠道，包括小學、中學及師範學校等:57-7。1939年至1945年，廣東兒童教養院拯救了數萬名戰火中的難童，吳菊芳被學童尊稱為「院長媽媽」。
1947年，吳菊芳隨李漢魂出國，在美國紐約定居。為了維持生計及子女的教育，留美31年間先後開辦了三家中式餐館。子女五人(三女兩男)在各自的專業領域中，均獲取了最高學位，事業有成:171-4,179-180。

## 晚年經歷
1982年，全國人民代表大會常務委員會邀請李漢魂、吳菊芳回國參觀訪問。他們受到國家領導人鄧小平，以及全國人大、全國政協領導人鄧穎超、葉劍英、廖承志會見。鄧穎超評價吳菊芳「在抗日烽火中以偉大的慈母般的愛培育下一代」:277-285。當李漢魂、吳菊芳回到故鄉廣東，年過花甲的廣東兒童教養院校友，從世界各地趕來，感謝院長媽媽的拯救和培養之恩。
吳菊芳逝世前，囑咐子女設立獎學金，以資助李漢魂家鄉吳川市嶺頭村貧困青少年繼續求學:2341-2345。1999年12月10日凌晨，吳菊芳在美國紐約逝世。

### 引用
1. 1 2 3 4 5  李湞. . 汕頭大學出版社. 2004.
2. 1 2 3  王杰、梁川. . 廣東人民出版社. 2012.
3. 1 2  張慧真. . 廣東人民出版社. 2012.